# 羅馬希夫卡
49°5′10″N 25°35′34″E / 49.08611°N 25.59278°E
羅馬希夫卡（烏克蘭語：Ромашівка）是位於烏克蘭西部泰爾諾皮爾州裏喬爾特基夫區的村莊，始建於1820年，面積3.36平方公里，2014年人口613，人口密度每平方公里3.36人。